# Bruns konstant
Inom talteori är Bruns konstant en viktig matematisk konstant. Den definieras som summan av reciprokerna av alla primtalstvillingar: 
{\displaystyle B=\sum \limits _{p\,:\,p+2\in \mathbb {P} }{\left({{\frac {1}{p}}+{\frac {1}{p+2}}}\right)}=\left({{\frac {1}{3}}+{\frac {1}{5}}}\right)+\left({{\frac {1}{5}}+{\frac {1}{7}}}\right)+\left({{\frac {1}{11}}+{\frac {1}{13}}}\right)+\cdots } (talföljd A065421 i OEIS).
Enligt Bruns sats konvergerar serien mot ett ändligt värde. 
Konstanten är uppkallad efter Viggo Brun, som bevisade Bruns sats år 1919.